# PHOENIX
PHOENIX — пророссийская хакерская группировка, известная своими атаками на государственные учреждения и конфликты с проукраинскими хактивистами в странах НАТО во время вторжения России на Украину.
Действующая с января 2022 года российская группа хактивистов «Феникс» атаковала больницы в Японии, Великобритании,Индии и базирующуюся в США организацию здравоохранения, обслуживающую вооруженные силы США, а также Пентагон и МИД Испании. Группа также проводила DDoS-атаки против нескольких организаций и известна взломом оборудования, разблокировкой утерянных или украденных iPhone и их перепродажей в Киеве и Харькове через контролируемые торговые точки.
Атака на государственную систему здравоохранения Индии стала одной из крупнейших хакерских атак в Индии за последнее время, по заявлению Apple. Исследователи кибербезопасности из CloudSEK заявили, что российская хакерская группа атаковала веб-сайт Министерства здравоохранения Индии и проникла в его информационную систему управления здравоохранением (HMIS).
22 марта 2023 года группировка заявила в своем Telegram канале о получении доступа к государственной системе ANFP Румынии.
14 февраля 2023 года стало известно, что группировка получила доступ к полиции Пакистана, позднее стало известно о взломе «всего Пакистана».